# Angulomonas
Angulomonas, rod zelenih algi u porodici Pyramimonadaceae, dio reda Pyramimonadales. Pripada joj dvije vrste, jedna morska, druga slatkovodna

## Vrste
1. Angulomonas stagnalis Skvortsov; slatkovodna
2. Angulomonas triquetra Skvortsov; morska